# Liste des ponts sur la Rance
Cette liste contient les ponts présents sur la Rance, fleuve côtier breton se jetant dans la Manche. Elle est donnée par département depuis l'aval du fleuve vers son amont et précise, après chaque pont, le nom des communes qu'elle relie, en commençant par celle située sur la rive droite du fleuve.

## Liste
| Image                                         | Pont                          | Rive gauche                     | Milieu          | Rive droite           | Longueur totale | Localisation                | Type du pont    | Route/ ligne ferroviaire                | Année                     | Monument historique | Commentaire                 |
| Ille-et-Vilaine                               | Ille-et-Vilaine               | Ille-et-Vilaine                 | Ille-et-Vilaine | Ille-et-Vilaine       | Ille-et-Vilaine | Ille-et-Vilaine             | Ille-et-Vilaine | Ille-et-Vilaine                         | Ille-et-Vilaine           | Ille-et-Vilaine     | Ille-et-Vilaine             |
| --------------------------------------------- | ----------------------------- | ------------------------------- | --------------- | --------------------- | --------------- | --------------------------- | --------------- | --------------------------------------- | ------------------------- | ------------------- | --------------------------- |
|                                               | Usine marémotrice de la Rance | Dinard                          |                 | Saint-Malo            | 750 m           | 48° 37′ 06″ N, 2° 01′ 23″ O | Barrage         | D 168                                   | 1966                      |                     |                             |
| Ille-et-Vilaine / Côtes-d'Armor               |                               |                                 |                 |                       |                 |                             |                 |                                         |                           |                     |                             |
|                                               | Pont Châteaubriand            | La Ville-ès-Nonais              |                 | Plouër-sur-Rance      | 424 m           | 48° 32′ 14″ N, 1° 58′ 17″ O | Pont en arc     | N 176                                   | 1991                      |                     |                             |
|                                               | Pont Saint-Hubert             | La Ville-ès-Nonais              |                 | Plouër-sur-Rance      | 286 m           | 48° 32′ 07″ N, 1° 58′ 16″ O | Pont suspendu   | D 366                                   | 1959                      |                     |                             |
| Côtes-d'Armor                                 |                               |                                 |                 |                       |                 |                             |                 |                                         |                           |                     |                             |
|                                               | Pont ferroviaire de Lessard   | Saint-Samson-sur-Rance          |                 | La Vicomté-sur-Rance  |                 | 48° 29′ 46″ N, 1° 59′ 38″ O |                 | ligne de Lison à Lamballe               | 1879, reconstruit en 1950 |                     |                             |
|                                               | Écluse du Châtelier           | Saint-Samson-sur-Rance          |                 | La Vicomté-sur-Rance  |                 | 48° 29′ 30″ N, 2° 00′ 05″ O | Barrage         | D 57                                    |                           |                     |                             |
|                                               | Vieux pont du port            | Dinan                           |                 | Lanvallay             |                 | 48° 27′ 22″ N, 2° 02′ 17″ O |                 | Rue du petit Fort / Rue de la Madeleine |                           |                     |                             |
|                                               | Viaduc de Dinan               | Dinan                           |                 | Lanvallay             |                 | 48° 27′ 16″ N, 2° 02′ 18″ O |                 | D 795                                   | 1858                      |                     |                             |
|                                               | Vieux pont                    | Dinan                           |                 | Lanvallay             |                 | 48° 26′ 29″ N, 2° 02′ 14″ O |                 | Rue Anne                                |                           |                     |                             |
|                                               | Écluse de pont Perrin,        | Saint-Carné                     |                 | Lanvallay (Tressaint) |                 | 48° 25′ 38″ N, 2° 01′ 38″ O | Écluse          |                                         |                           |                     | Bras de la Rance canalisée. |
|                                               | Écluse du moulin de Boutron   | Calorguen                       |                 | Les Champs-Géraux     |                 | 48° 25′ 05″ N, 2° 00′ 52″ O | Écluse          |                                         |                           |                     | Bras de la Rance canalisée. |
|                                               | Pont de Boutron               | Calorguen                       |                 | Les Champs-Géraux     |                 | 48° 24′ 56″ N, 2° 00′ 50″ O |                 |                                         |                           |                     | Bras de la Rance canalisée. |
|                                               | Écluse du Mottay              | Évran                           |                 | Évran                 |                 | 48° 24′ 09″ N, 2° 00′ 25″ O | Écluse          |                                         |                           |                     | Bras de la Rance canalisée. |
| Pont des planches entre Caréon et les Rompais | Passerelle Caréon             | Évran (Les Rompais)             |                 | Évran (Les Rompais)   |                 | 48° 23′ 11″ N, 1° 59′ 53″ O | Passerelle      |                                         |                           |                     | Bras de la Rance canalisée. |
|                                               |                               | Saint-André-des-Eaux (Bétineuc) |                 | Évran                 |                 | 48° 22′ 54″ N, 1° 59′ 37″ O |                 | D 78                                    |                           |                     |                             |
|                                               |                               | Saint-André-des-Eaux (Bétineuc) |                 | Évran                 |                 | 48° 22′ 53″ N, 1° 59′ 36″ O |                 |                                         |                           |                     |                             |
|                                               |                               | Saint-André-des-Eaux (Bétineuc) |                 | Évran                 |                 | 48° 21′ 58″ N, 2° 00′ 16″ O |                 | D 26                                    |                           |                     |                             |
|                                               |                               | Saint-Juvat / Le Quiou          |                 | Le Quiou              |                 | 48° 21′ 36″ N, 2° 00′ 53″ O |                 |                                         |                           |                     |                             |
|                                               | Voie douce                    | Saint-Juvat                     |                 | Le Quiou              |                 | 48° 21′ 27″ N, 2° 01′ 07″ O |                 |                                         |                           |                     |                             |
|                                               |                               | Saint-Juvat                     |                 | Tréfumel              |                 | 48° 20′ 40″ N, 2° 01′ 58″ O |                 | D 12                                    |                           |                     |                             |
|                                               |                               | Tréfumel                        |                 | Tréfumel              |                 | 48° 20′ 09″ N, 2° 02′ 14″ O |                 |                                         |                           |                     |                             |
|                                               |                               | Plouasne                        |                 | Plouasne              |                 | 48° 19′ 42″ N, 2° 03′ 09″ O |                 |                                         |                           |                     |                             |
|                                               |                               | Plouasne                        |                 | Plouasne              |                 | 48° 19′ 34″ N, 2° 03′ 45″ O |                 | D 39                                    |                           |                     |                             |
|                                               | Passerelle                    | Plouasne                        |                 | Plouasne              |                 | 48° 19′ 25″ N, 2° 03′ 45″ O | Passerelle      |                                         |                           |                     |                             |
|                                               | Barrage de Rophémel           | Guenroc                         |                 | Plouasne              |                 | 48° 19′ 11″ N, 2° 03′ 40″ O | Barrage         |                                         |                           |                     |                             |
|                                               |                               | Guenroc                         |                 | Guitté                |                 | 48° 18′ 06″ N, 2° 05′ 15″ O |                 |                                         |                           |                     |                             |
|                                               |                               | Guenroc                         |                 | Guitté                |                 | 48° 18′ 30″ N, 2° 05′ 50″ O |                 | D 89                                    |                           |                     |                             |
|                                               |                               | Caulnes                         |                 | Guitté                |                 | 48° 18′ 15″ N, 2° 06′ 53″ O |                 |                                         |                           |                     |                             |
|                                               |                               | Caulnes                         |                 | Guitté                |                 | 48° 17′ 39″ N, 2° 08′ 18″ O |                 |                                         |                           |                     |                             |
|                                               |                               | Caulnes                         |                 | Guitté                |                 | 48° 17′ 06″ N, 2° 08′ 46″ O |                 | D 25                                    |                           |                     |                             |
|                                               |                               | Saint-Jouan-de-l'Isle           |                 | La Chapelle-Blanche   |                 | 48° 15′ 59″ N, 2° 08′ 56″ O |                 | N 12                                    |                           |                     |                             |
|                                               |                               | Saint-Jouan-de-l'Isle           |                 | La Chapelle-Blanche   |                 | 48° 15′ 58″ N, 2° 08′ 59″ O |                 | D 712                                   |                           |                     |                             |
|                                               |                               | Saint-Jouan-de-l'Isle           |                 | La Chapelle-Blanche   |                 | 48° 15′ 44″ N, 2° 09′ 09″ O |                 | Ligne de Paris-Montparnasse à Brest     |                           |                     |                             |